# Mona Ullmann
Mona Ullmann (Tønsberg, 14 maggio 1967) è un'ex atleta paralimpica norvegese.

## Biografia
Atleta norvegese ipovedente, ha iniziato gareggiando nel 1984 nella categoria B3 (ipovedenti meno gravi), ma già nel 1988 è passata alla categoria B2, comprendente gli ipovedenti di maggiore gravità. Ha praticato il salto in lungo, il getto del peso, il giavellotto, il disco e il pentathlon.
Complessivamente ha conquistato undici medaglie paralimpiche, a partire dai Giochi di New York - Stoke Mandeville nel 1984, per proseguire alle Paralimpiadi di Seul 1988 ed infine a Barcellona nel 1992. In ogni edizione ha vinto medaglie d'oro, argento e bronzo nelle specialità cui ha partecipato. Di rilievo le sue performances come giavellottista: argento nel 1984, ha raggiunto il gradino più alto del podio nel 1988, migliorando dal precedente 26,55 m ai 30,48 m; nel 1992, pur aumentando ancora la lunghezza del lancio (31,84 m), si è ritrovata terza.
Dopo il ritiro dall'attività agonistica, Mona Ullmann è stata impegnata in qualità di direttore della sezione pubblica per il braille, dal 1995 al 2019. Dal 2012 è presidente di una scuola per cani guida.

## Palmarès
| Anno | Manifestazione     | Sede                      | Evento                    | Risultato | Prestazione | Note |
| ---- | ------------------ | ------------------------- | ------------------------- | --------- | ----------- | ---- |
| 1984 | Giochi paralimpici | New York Stoke Mandeville | Salto in lungo B3         | Bronzo    | 4,47 m      |      |
| 1984 | Giochi paralimpici | New York Stoke Mandeville | Getto del peso B3         | Bronzo    | 8,81 m      |      |
| 1984 | Giochi paralimpici | New York Stoke Mandeville | Lancio del giavellotto B3 | Argento   | 26,56 m     |      |
| 1984 | Giochi paralimpici | New York Stoke Mandeville | Pentathlon B3             | Oro       | 2 294 p.    |      |
| 1988 | Giochi paralimpici | Seul                      | Salto in lungo B2         | Bronzo    | 4,60 m      |      |
| 1988 | Giochi paralimpici | Seul                      | Getto del peso B2         | Argento   | 9,75 m      |      |
| 1988 | Giochi paralimpici | Seul                      | Lancio del giavellotto B2 | Oro       | 30,48 m     |      |
| 1988 | Giochi paralimpici | Seul                      | Pentathlon B2             | Argento   | 2 208 p.    |      |
| 1992 | Giochi paralimpici | Barcellona                | Getto del peso B2         | Bronzo    | 9,48 m      |      |
| 1992 | Giochi paralimpici | Barcellona                | Lancio del disco B2       | Bronzo    | 30,98 m     |      |
| 1992 | Giochi paralimpici | Barcellona                | Lancio del giavellotto B2 | Bronzo    | 31,84 m     |      |